# Mediartist
mediartist ist ein deutschsprachiger Buchverlag mit Sitz in Wilsdruff. Er veröffentlicht vorwiegend Belletristik, Fachliteratur und heimatkundliche Literatur.

## Geschichte
Der Verlag wurde 2004 gegründet (Verlagsnummer 3-938390) und veröffentlicht Bücher mit Sach- bzw. Heimatbezug. Einige davon erlebten aufgrund der großen Nachfrage Nachauflagen. Neben Büchern werden auch Audios + Videos produziert.